# U-KISS
A U-KISS (hangul: 유키스, Jukhiszu) 2008-ban alakult dél-koreai K-pop-együttes. Nevük a  Ubiquitous Korean International Idol SuperStar rövidítése.

## Tagjai
| Művésznév         | Művésznév | Születési név                 | Születési név | Születési dátum               | Pozíció        |
| Átírt             | Hangul    | Átírt                         | Hangul        | Születési dátum               | Pozíció        |
| ----------------- | --------- | ----------------------------- | ------------- | ----------------------------- | -------------- |
| Szuhjon (Soohyun) | 수현      | Sin Szuhjon (Shin Soohyun)    | 신수현        | 1989. március 11. (36 éves)   | vezér, fővokál |
| Giszop (Kiseop)   | 기섭      | I Giszop (Lee Kiseop)         | 이기섭        | 1991. január 17. (34 éves)    | vokál          |
| Eli               | 일라이    | Kim Gjongdzse (Kim Kyoungjae) | 김경재        | 1991. március 13. (34 éves)   | rapper         |
| AJ                | 에이제이  | Kim Dzseszop (Kim Jaeseop)    | 김재섭        | 1991. június 4. (33 éves)     | rapper         |
| Hun (Hoon)        | 훈        | Jo Hunmin (Yeo Hoonmin)       | 여훈민        | 1991. augusztus 16. (33 éves) | vokál          |
| Kevin             | 케빈      | U Szonghjon (Woo Sunghyun)    | 우성현        | 1991. november 25. (33 éves)  | vokál          |

### Korábbi tagjai
- Alexander Lee Eusebio
- Allen Kim
- Sin Dongho (신동호, Shin Dongho)

## Filmográfia

### Valóságshowk
- 2008: You Know U-KISS
- 2009: All About U-KISS
- 2009: U-KISS Vampire
- 2010: Chef Kiss
- 2012: K-Pop Tasty Road (Eli)[3]
- 2012: Saturday Night Live Korea (Dongho)[4][5]
- 2013: U-KISSme?
- 2013: Kanzume!! TV Magazine Show

### Televíziós sorozatok
- 2010: I Am Legend (UKISS)(Korea)[6]
- 2010: Autumn Destiny (Eli & Allen) (Thaiföld)
- 2011: Royal Family (Korea) (Dongho)[7]
- 2011: Real School (Dongho, Giszop (Kiseop) & Eli) (Korea)[8]
- 2012: Holy Land (Dongho & Hun (Hoon)) (Korea)
- 2012: The Strongest K-POP Survival (cameo) (Korea)

### Filmek
- 2010: Villain & Widow (Dongho)[9]
- 2011: Mr. Idol (cameo) (Szuhjon (Soohyun), Giszop (Kiseop), Hun (Hoon) & Dongho)
- 2011: My Black Mini Dress (Dongho)[10]
- 2012: Don't Cry, Mommy (Dongho)[11]

### Musicalek
- 2010: On Air Live (Kevin)[12]
- 2013: Summer Snow (Kevin & Szuhjon (Soohyun))[13]
- 2013: When A Man Loves (Hun (Hoon))[14]
- 2013: Goong (Giszop (Kiseop) & Hun (Hoon))

## Fordítás
Ez a szócikk részben vagy egészben  az   U-KISS című angol Wikipédia-szócikk fordításán alapul.  Az eredeti cikk szerkesztőit annak laptörténete sorolja fel. Ez a jelzés csupán a megfogalmazás eredetét és a szerzői jogokat jelzi, nem szolgál a cikkben szereplő információk forrásmegjelöléseként.